# Sicista caudata
Espèce
Statut de conservation UICN

 DD  : Données insuffisantes
Sicista caudata est une espèce de petit rongeur de la famille des Dipodidae. L'espèce a été décrite en 1907 par le zoologiste britannique Michael Rogers Oldfield Thomas, elle se rencontre en Chine et en Russie mais sa présence est mal connue.